# Ziua Bestiei
El día de la bestia este un film de groază, comedie-neagră, spaniol din 1995 regizat de Álex de la Iglesia. În rolurile principale joacă actorii Álex Angulo, Armando De Razza, Santiago Segura și Maria Grazia Cucinotta.

## Prezentare

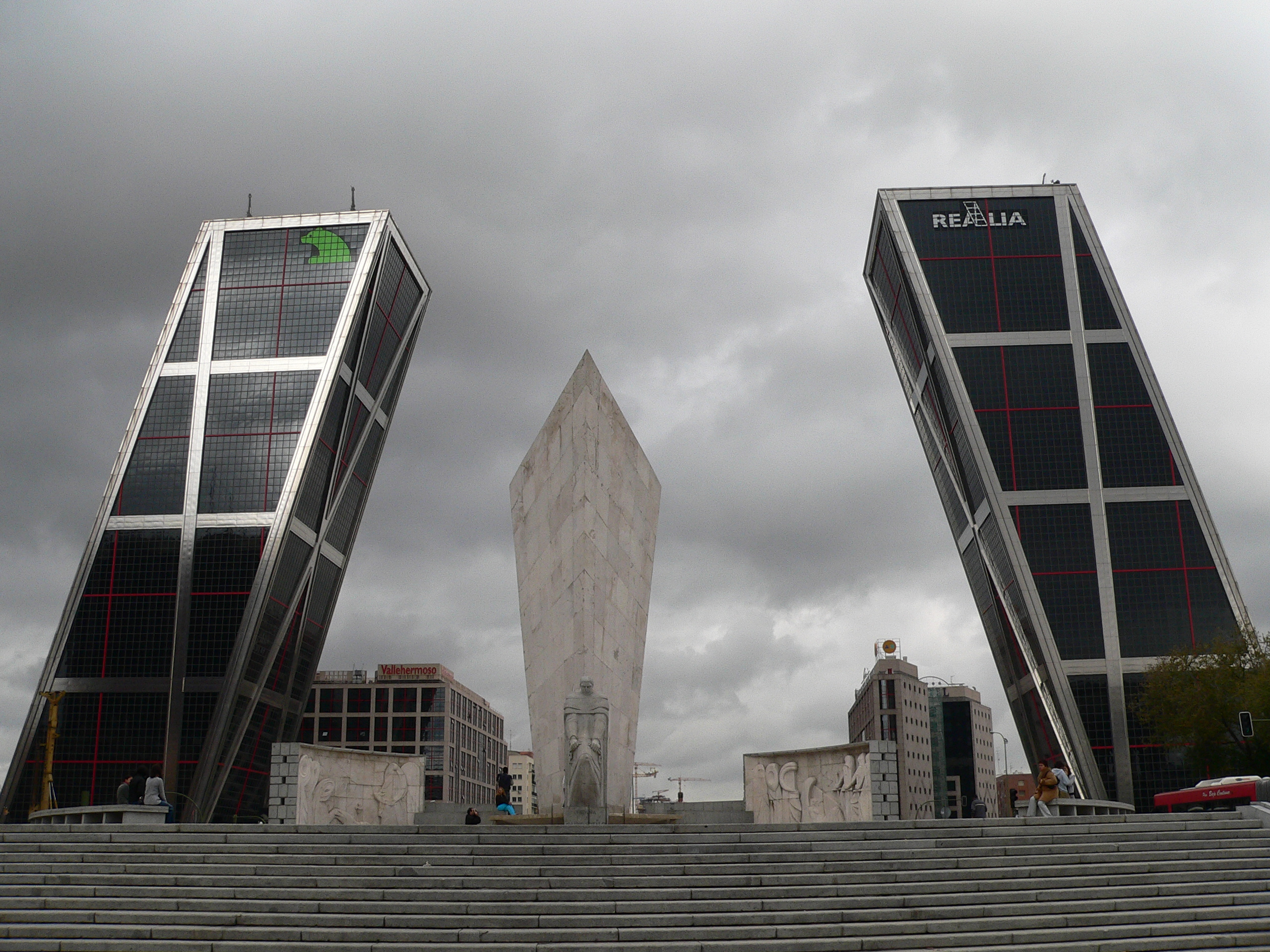
Turnurile Puerta de Europa sunt prezentate ca fiind semnătura diavolului și locul nașterii Antihristului.

Filmul prezintă povestea unui preot romano-catolic basc care s-a dedicat comiterii a cât mai multor păcate (Angulo), a unui vânzător de muzică death metal de la Carabanchel (Segura) și a gazdei italiene a unei emisiuni TV oculte (De Razza). Preotul Ángel Berriartúa decodează textul Apocalipsei și realizează că va veni sfârșitul lumii în aceea zi (25 decembrie 1995). Prin săvârșirea multiplelor păcate, preotul speră să-și vândă sufletul diavolului, astfel încât să poată afla de la acesta locul nașterii lui Antihrist pentru a-l ucide înainte ca acesta să distrugă lumea. Preotul Ángel Berriartúa și vânzătorul de death metal José María îl răpesc pe Profesorul Cavan pentru ca ultimul să-i ajute să invoce diavolul printr-o metodă descrisă într-o carte a acestuia. Ritualul presupune sângele unei virgine și, în timp ce încearcă să facă rost de așa ceva, preotul o ucide accidental pe mama lui José María. În timpul ritualului, în care cei trei se droghează, diavolul apare dar nefiind păcălit de acțiunile preotului nu le dezvăluie locul nașterii Antihristului. Profesorul Cavan cercetează mai multe semnături ale diavolului și își dă seama că Antihristul se va naște la Turnurile Puerta de Europa: în secret, dar la vedere (Diavolul încercând astfel să imite nașterea lui Iisus). José María este ucis de creaturile diavolului, iar preotul și Cavan sunt grav răniți și arși, dar reușesc să-l omoare pe Antihrist. Filmul se încheie cu preotul și Cavan ca vagabonzi fără adăpost.

## Actori
- Álex Angulo este Părintele Ángel Berriartúa
- Armando De Razza este Profesor Cavan, scriitor; prezentator de emisiuni ezoterice
- Santiago Segura este José María
- Terele Pávez este Rosario
- Nathalie Seseña este Mina
- Maria Grazia Cucinotta este Susana
- Gianni Ippoliti
- Jaime Blanch
- David Pinilla
- Antonio Dechent
- Ignacio Carreño
- Saturnino Garcia
- Pololo: Aitona
- Higinio Barbero
- Daniel Cicare
- Javier Manrique
- Aitor Fernández
- David Gil
- Curro Summers
- Carlos Lucas
- Enrique Villén
- Rosa Campillo
- Manuel Tallafé
- Aquilino Gamazo
- Paloma Montero
- José Coromina
- Francisco Maestre
- Ramón Churruca
- Teresa Enric
- Antonio de la Torre
- Juan y Medio
- Ramon Agirre
- Antonio Chamorro
- Ignacio Ruiz
- José Sáinz
- Jimmy Barnatán
- Lourdes Bartolomé
- Mario Ayuso
- Otilia Laiz
- José Alias
- Ricardo Inglés
- Trinidad Corredor
- Bigarren
- José Luis Arrizabalaga
- Carmen Martínez
- Paco Araguetes
- María Bardem
- Salvador Pons
- El Gran Wyoming
- José María González Sinde
- Ismael Martínez
- Victoria Vives